# Roberto Luongo
Roberto Luongo (født 4. april 1979 i Montreal, Quebec) er en canadisk tidligere ishockeymålmand, der spillede i 19 sæsoner for New York Islanders, Florida Panthers og Vancouver Canucks i NHL. Han har spillet næstflest NHL-kampe blandt målmænd (1.044) og har haft tredjeflest sejre som målmand (489)
Han spillede på Canadas ishockeylandshold i mange år og var med til at blive verdensmester to gange (2003, 2004) og VM-finalist én gang (2005). Han deltog i tre olympiske vinterlege med Canada. Ved vinter-OL 2006 i Torino var han med til at blive nummer syv, mens han ved legene i 2010 i Vancouver og 2014 i Sotji var med til at vinde guld.

## NHL-karriere
- 21. juni 1997 – draftet af New York Islanders som nummer fire i første runde
- 24. juni 2001 – tradet til Florida Panthers sammen med Olli Jokinen for Mark Parrish og Oleg Kvasha
- 23. juni 2006 – tradet til Vancouver Canucks sammen med Lukas Krajicek og et sjette-runde draft-valg (Sergei Shirokov) for Todd Bertuzzi, Bryan Allen og Alex Auld
- 4. marts 2014 - tilbage til Florida Panthers
- 26. juni 2019 - stoppet som professionel ishockeyspiller